# Diaptomus nudus
Diaptomus nudus är en kräftdjursart som beskrevs av Marsh 1904. Diaptomus nudus ingår i släktet Diaptomus och familjen Diaptomidae. Inga underarter finns listade i Catalogue of Life.